# Tapio Pöyhönen
Lauri Tapio Pöyhönen, detto Tappari (Helsinki, 19 novembre 1927 – Helsinki, 27 agosto 2011), è stato un cestista finlandese.

## Carriera
Con la maglia della Finlandia ha disputato i Giochi olimpici del 1952 e gli Europei dell'anno precedente. Complessivamente ha collezionato 20 presenze e 37 punti in Nazionale.